# أبو النجا (الغربية)
أبو النجا إحدى قرى مركز المحلة الكبرى التابع لمحافظة الغربية بجمهورية مصر العربية. 

## التاريخ
قرر مجلس مديرية الغربية في 27 يناير 1943 فصل ثلاث عشر عزبة عن ناحية نصف ثاني بشبيش لتشكل ناحية جديدة سميت على اسم أكبر تلك العزب وهي أبو النجاة، كانت القرية من توابع مركز بيلا حتى فصلت عنها لتضاف إلى هذا المركز في عام 1950.

## التعليم
تصل نسبة الأمية في القرية إلى 51.3% بين من تجاوزوا العاشرة من عمرهم، بينما تصل نسبة من حصلوا على تعليم جامعي إلى 1.15% من جملة السكان.

## السكان
بلغ عدد سكان أبو النجا 6783 نسمة حسب تقدير عام 2018.
| السنة  | 1960 | 1976 | 1986 | 1996 | 2006  | 2018 |
| ------ | ---- | ---- | ---- | ---- | ----- | ---- |
| القرية | 2552 | 3484 | 4048 | 4600 | 5,378 | 6783 |